# Rives Dervoises
Rives Dervoises est, depuis le 1er janvier 2016, une commune nouvelle française située dans le département de la Haute-Marne, en région Grand Est.
Elle regroupe les anciennes communes de Puellemontier, Droyes, Longeville-sur-la-Laines et Louze

## Géographie

### Localisation
La commune nouvelle se trouve dans le département de la Haute-Marne, en limite du département de la Marne et de celui de l'Aube, à 25 km au sud-ouest de Saint-Dizier, 28 km au sud de Vitry-le-François et 50 km au nord-est de Troyes et est aisément accessible par l'ex-RN 384 (actuelle RD 384).
Elle est limitrophe de la réserve naturelle de l'étang de la Horre.
| Bailly-le-Franc Aube Outines Marne                              | Châtillon-sur-Broué Marne | Giffaumont-Champaubert Marne |
| Lentilles Aube Hampigny Aube Vallentigny Aube Étang de la Horre | Rives Dervoises           | Planrupt Montier-en-Der      |
| Épothémont Aube La Ville-aux-Bois Aube                          |                           | Ceffonds                     |

### Hydrographie
La commune est dans la région hydrographique « la Seine de sa source au confluent de l'Oise (exclu) » au sein du bassin Seine-Normandie. Elle est drainée par la Voire, la Laines, la Droye, la Heronne, les Noues d'Amance, le cours d'eau 01 de la Côtelle, le Fossé 01 des Incourts, la Fosse la Noue, le ruisseau du Pre Darras, le bras 01 de la Carpière, divers bras de la Noue, divers bras de la Voire, le cours d'eau 01 du Pont Paris, le Fossé 01 de la Borde, le Fossé 01 de la Carpière, le Fossé 01 de la Petite Haussière, le Fossé 01 des Essarts, le Fossé 01 des Planches, le Fossé 01 du Bois de la Garenne, le Fossé 01 du Bois des Dames, le Fossé 01 du Fond d'Ongé, le Fossé 01 du Hayon, le Fossé 02 des Basses Terres, la Droye, la Héronne, la Varanne, la Voire, le ru des Cugnots, le ruisseau de Chevry, le ruisseau des Assurees,
La Voire, d'une longueur de 56 km, prend sa source dans la commune de Dommartin-le-Franc et se jette  dans l'Aube à Molins-sur-Aube, après avoir traversé 21 communes. Les caractéristiques hydrologiques de la Voire sont données par la station hydrologique située sur la commune. Le débit moyen mensuel est de 3,17 m3/s. Le débit moyen journalier maximum est de 29,8 m3/s, atteint lors de la crue du 16 juillet 2021. Le débit instantané maximal est quant à lui de 32,5 m3/s, atteint le même jour.
La Laines, d'une longueur de 28 km, prend sa source dans la commune de Ville-sur-Terre et se jette  dans la Voire à Lentilles, après avoir traversé sept communes.
La Droye, d'une longueur de 14 km, prend sa source dans la commune de Giffaumont-Champaubert et se jette  dans la Héronne sur la commune, après avoir traversé deux communes.
La Héronne, d'une longueur de 24 km, prend sa source dans la commune de Laneuville-à-Rémy et se jette  dans la Voire sur la commune, après avoir traversé six communes.
Les Noues d'Amance, d'une longueur de 19 km, prend sa source dans la commune de Fuligny et se jette  dans la Laines à Vallentigny, après avoir traversé huit communes.

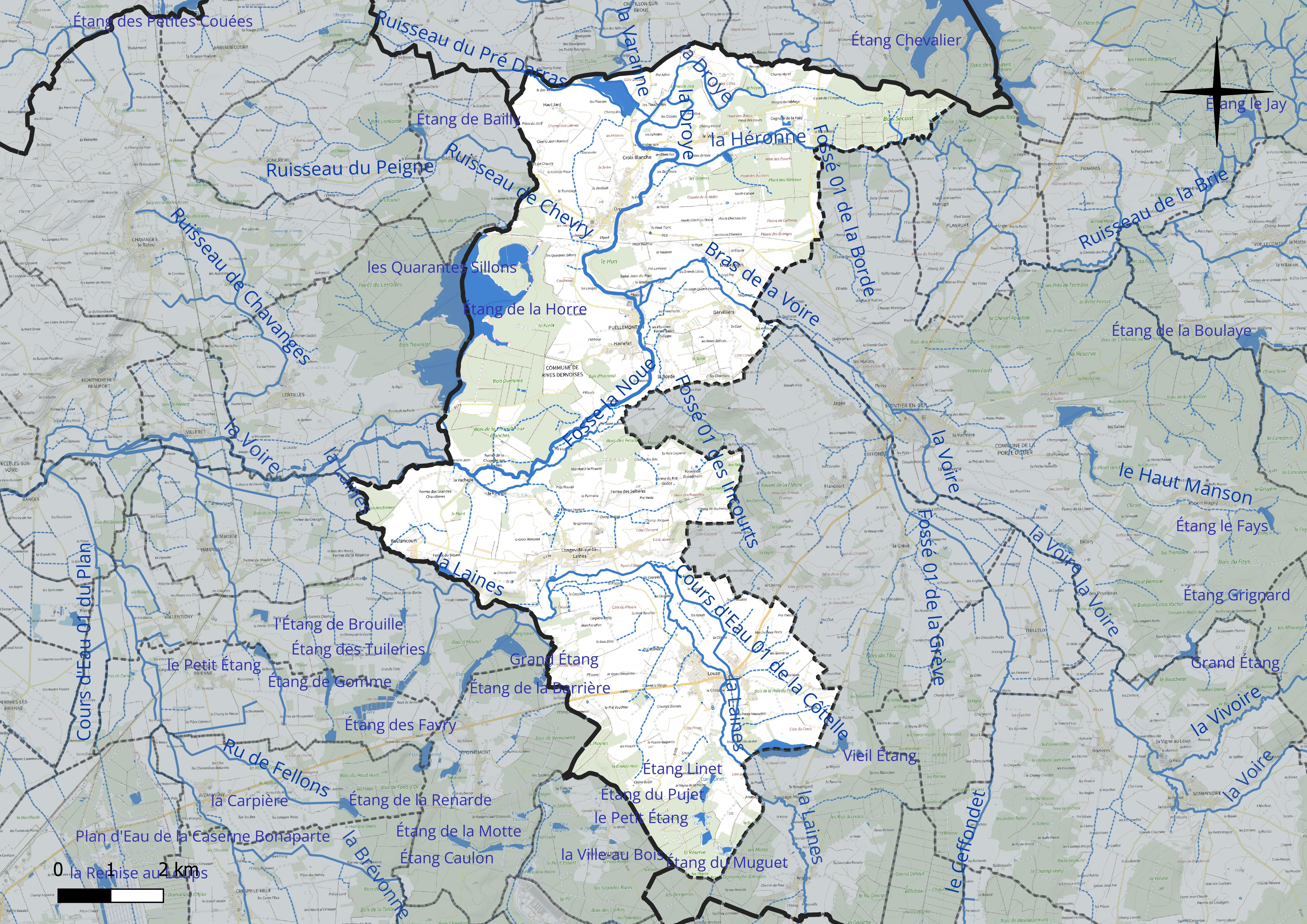
Réseau hydrographique de Rives Dervoises.

Contrairement à ce que son nom laisse penser, la commune n'est pas limitrophe du lac du Der. Huit plans d'eau complètent le réseau hydrographique : les Quarantes Sillons (22,7 ha), l'étang Côte Bruyères (3,2 ha), l'étang de Blanche Terre, d'une superficie totale de 24 ha (11,7 ha sur la commune), l'étang de la Horre, d'une superficie totale de 237,1 ha (104,4 ha sur la commune), l'étang des Cornées (2,6 ha), l'étang du Muguet (1,6 ha), l'étang du Pujet (2,8 ha) et l'étang Linet (1,1 ha).

### Climat
Pour des articles plus généraux, voir Climat du Grand Est et Climat de la Haute-Marne.
En 2010, le climat de la commune est de type climat océanique dégradé des plaines du Centre et du Nord, selon une étude du Centre national de la recherche scientifique s'appuyant sur une série de données couvrant la période 1971-2000. En 2020, Météo-France publie une typologie des climats de la France métropolitaine dans laquelle la commune est exposée à un climat océanique altéré et est dans la région climatique Lorraine, plateau de Langres, Morvan, caractérisée par un hiver rude (1,5 °C), des vents modérés et des brouillards fréquents en automne et hiver.
Pour la période 1971-2000, la température annuelle moyenne est de 10,5 °C, avec une amplitude thermique annuelle de 16 °C. Le cumul annuel moyen de précipitations est de 823 mm, avec 12,4 jours de précipitations en janvier et 8,6 jours en juillet. Pour la période 1991-2020, la température moyenne annuelle observée sur la station météorologique de Météo-France la plus proche, « Soulaines », sur la commune de Soulaines-Dhuys à 14 km à vol d'oiseau, est de 11,2 °C et le cumul annuel moyen de précipitations est de 776,4 mm. 
La température maximale relevée sur cette station est de 41,9 °C, atteinte le 25 juillet 2019 ; la température minimale est de −19,1 °C, atteinte le 2 janvier 1997,,.
Les paramètres climatiques de la commune ont été estimés pour le milieu du siècle (2041-2070) selon différents scénarios d'émission de gaz à effet de serre à partir des nouvelles projections climatiques de référence DRIAS-2020. Ils sont consultables sur un site dédié publié par Météo-France en novembre 2022.

## Urbanisme

### Typologie
Au 1er janvier 2024, Rives Dervoises est catégorisée commune rurale à habitat dispersé, selon la nouvelle grille communale de densité à sept niveaux définie par l'Insee en 2022.
Elle est située hors unité urbaine et hors attraction des villes,.
La commune, bordée par un plan d’eau intérieur d’une superficie supérieure à 1 000 hectares, le lac du Der-Chantecoq, est également une commune littorale au sens de la loi du 3 janvier 1986, dite loi littoral. Des dispositions spécifiques d’urbanisme s’y appliquent dès lors afin de préserver les espaces naturels, les sites, les paysages et l’équilibre écologique du littoral, tel le principe d'inconstructibilité, en dehors des espaces urbanisés, sur la bande littorale des 100 mètres, ou plus si le plan local d’urbanisme le prévoit.

### Habitat
| Logements                                        | Nombre en 2016 | % en 2016 | Nombre en 2010 | % en 2011 |
| ------------------------------------------------ | -------------- | --------- | -------------- | --------- |
| Total                                            | 747            | 100 %     | 735            | 100 %     |
| Résidences principales                           | 575            | 77,0 %    | 577            | 78,5 %    |
| Résidences secondaires et logements occasionnels | 96             | 12,8 %    | 100            | 13,6 %    |
| Logements vacants                                | 76             | 10,2 %    | 57             | 7,8 %     |
| → maisons                                        | 723            | 96,8 %    | 712            | 96,9 %    |
| → appartements                                   | 18             | 2,4 %     | 16             | 2,2 %     |

## Toponymie
.

## Histoire
Créée par un arrêté préfectoral du 21 décembre 2015, la commune nouvelle de Rives-Dersoises est issue du regroupement des quatre communes de Droyes, Longeville-sur-la-Laines, Louze et Puellemontier qui deviennent ses communes déléguées. Son chef-lieu est fixé à Puellemontier.

## Politique et administration

### Rattachements administratifs et électoraux
La commune nouvelle se trouve dans l'arrondissement de Saint-Dizier du département de la Haute-Marne, et son canton de Wassy.

### Intercommunalité
La commune  était membre à sa création de la petite communauté de communes du Pays du Der, créée en 1996 et à laquelle adhéraient les anciennes communes regroupées au sein de Rives-Dervoises.
Dans le cadre des dispositions de la loi portant nouvelle organisation territoriale de la République (Loi NOTRe) du 7 août 2015, qui prévoit que les établissements publics de coopération intercommunale (EPCI) à fiscalité propre doivent avoir un minimum de 15 000 habitants, le schéma départemental de coopération intercommunale de la Haute-Marne du 29 mars 2016 a prévu la fusion des petites communauté de communes de la vallée de la Marne (Population municipale de 5 761 habitants et 8 communes) et de la communauté de communes du Pays du Der (Population municipale de 84 261 habitants et 11 communes) avec l'ancienne communauté d'agglomération Saint-Dizier, Der et Blaise, cette nouvelle structure intercommunale devant intégrer les deux communes du département de la Marne de Cheminon et Maurupt-le-Montois.
C'est ainsi que Rives-Dervoises est désormais membre depuis le 1er janvier 2017  de la communauté d'agglomération Saint-Dizier, Der et Blaise.

### Politique locale
Jusqu'aux élections municipales de 2020, le conseil municipal de la commune nouvelle est constitué de l'ensemble des conseillers municipaux des anciennes communes. Il a élu maire de Rives-Dersoises début 2016. Les maires des anciennes communes sont devenus maires délégués de chacune des nouvelles communes déléguées.

### Liste des maires
| Période      | Période  | Identité      | Étiquette | Qualité |
| ------------ | -------- | ------------- | --------- | --- |
| janvier 2016 | En cours | Fabrice Douet |           | Maire (2014 → 2015) puis maire délégué (2016 → ) de Puellemontier Membre du bureau de la CA Saint-Dizier, Der et Blaise (2017 → ) |

## Démographie
L'évolution du nombre d'habitants est connue à travers les recensements de la population effectués dans la commune depuis sa création.

En 2022, la commune comptait 1 306 habitants, en évolution de −5,7 % par rapport à 2016 (Haute-Marne : −4,62 %, France hors Mayotte : +2,11 %).
| 2014  | 2019  | 2022  |
| ----- | ----- | ----- |
| 1 386 | 1 329 | 1 306 |

## Culture locale et patrimoine

### Lieux et monuments
- Église Saint-Martin de Louze, classée, avec une nef romane du XIIe siècle et le transept et ainsi que le chœur rebâtis au début du XVIe siècle. Elle contient des vitraux du XIIIe siècle, les plus anciens de la Haute-Marne, relevant de l’École troyenne de peinture sur verre[27].
- Abbaye de Boulancourt et abbaye du Lieu-des-Dames de Boulancourt.
- Église Sainte-Marie de Longeville-sur-la-Laines.
- Église Notre-Dame-de-l'Assomption de Droyes.
- Église Notre-Dame-en-sa-Nativité de Puellemontier.
- Croix de cimetière de Puellemontier.
- Abbaye de la Chapelle-aux-Planches.

## Pour approfondir